# Cerococcus kalmiae
Cerococcus kalmiae är en insektsart som beskrevs av Ferris 1955. Cerococcus kalmiae ingår i släktet Cerococcus och familjen Cerococcidae. Inga underarter finns listade i Catalogue of Life.